# Zincirli

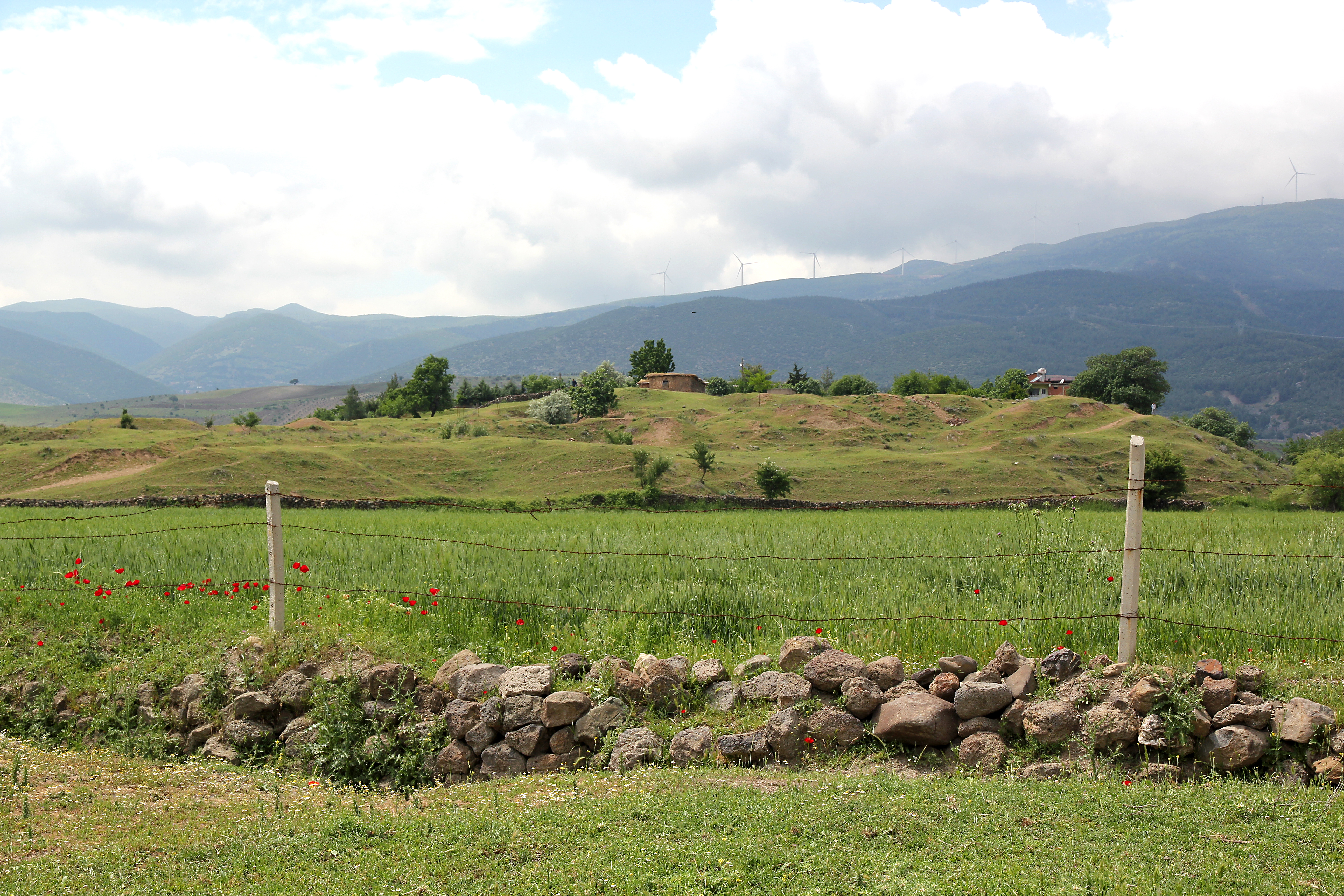
Zincirli Höyük von Osten

Zincirli ist ein Dorf im Landkreis İslahiye der  türkischen Provinz Gaziantep. Zincirli liegt im Norden des Landkreises nahe der Straße von İslahiye nach Nurdağı, etwa zehn Kilometer nördlich der Kreisstadt.
Das Dorf liegt auf dem Hügel namens Zincirli Höyük, einem Tell, aus dem die Überreste der Zitadelle des späthethitisch-aramäischen Stadtstaates Samʼal ausgegraben wurden.